# 브롤가
브롤가(Brolga)는 두루미속의 한 종이다. 호주두루미라고도 하는데, 이는 존 굴드가 지은 오스트레일리아의 조류에서 지어진 것이다. 브롤가는 열대지역과 호주의 남동쪽, 뉴 기니의 습지에서 산다. 키가 크고, 머리가 작으면 긴 부리를 가졌고, 가느다란 목과 긴 다리를 지녔다. 깃털은 주로 회색이며, 끝이 검은색이다. 머리에는 적황색의 줄무니가 있다. 또한, 구애를 위한 복잡한 춤으로도 유명하다. 둥지는 나뭇가지로 지으며 주로 2마리 정도 낳는다. 32일 정도의 부화 시간을 가진다. 다 큰 브롤가의 주식은 식물이지만, 무척추동물과 작은 척추동물도 먹는다. 비록 멸종위기종으로 생각되지 않지만 개체수가 점점 줄어들고 있다. 퀸즐랜드주의 공식 상징이기도 하다.